# IC 5153
IC 5153 је звијезда или звијезде у сазвјежђу Пегаз која се налази на листи објеката дубоког неба у Индекс каталогу.
Деклинација објекта је + 17° 51' 49" а ректасцензија 22h 0m 23,6s.